# فالنتينا أريغيتي
فالنتينا أريغيتي (بالإيطالية: Valentina Arrighetti) (من مواليد 26 يناير 1985 ، جنوة ) هي لاعبة كرة طائرة إيطالية محترفة. تلعب مع منتخب إيطاليا للسيدات للكرة الطائرة كحاجز وسط، وتلعب أيضا على مستوى الأندية مع Volley Bergamo . شاركت في أولمبياد صيف 2012 . 

## مهنة
لعبت فالنتينا أريغيتي مع منتخبها الوطني في بطولة العالم 2014 .  حاز فريقها في المركز الرابع بعد خسارتها 2-3 أمام البرازيل في مباراة الميدالية البرونزية. 

## الأندية
- كلوب إيطاليا (2000-2002)
- في سي بادوفا (2002-2003)
- فيجوريلا فيرنزي (2003-2004)
- Caoduro Cavazzale (2004-2005)
- فوللي فيتشنزا (2005-2007)
- فوللي بيرغامو (2007-2012)
- بوستو أرسيتسيو (2012-2014)
- لوكوموتيف باكو (2014-2015)
- إيموكو كونيليانو (2015-2016)
- سافينو ديل بين سكانديتشي (2016-2018)
- بوم كاسالماجوري (2018–)

## جوائز

### الأندية
- كأس السوبر الإيطالية 2008 الوصيف، مع فولي بيرغامو
- كأس إيطاليا 2008 الأبطال، مع فولي بيرغامو
- دوري أبطال أوروبا 2008 - 2009 الأبطال، مع فولي بيرغامو
- دوري أبطال أوروبا 2009-2010 الأبطال، مع فولي بيرغامو
- كأس إيطاليا 2010 الوصيف، مع فولي بيرغامو
- بطولة العالم للأندية FIVB 2010 - الميدالية البرونزية، مع Volley Bergamo
- بطولة إيطاليا 2010-2011 - بطل، مع فولي بيرغامو
- كأس السوبر الإيطالية 2011 - الأبطال، مع فولي بيرغامو
- كأس إيطاليا 2011 الوصيف، مع فولي بيرغامو
- كأس السوبر الإيطالية 2012 - أبطال، مع Yamamay بوستو أرسيتسيو
- 2012-13 دوري أبطال أوروبا - CEV الميدالية البرونزية، مع Yamamay Busto Arsizio
- بطولة إيطاليا 2013-2014 - الوصيف، مع Yamamay Busto Arsizio
- بطولة أذربيجان 2014-15 الوصيف، مع Lokomotiv باكو

## روابط خارجية
- فالنتينا أريغيتي على موقع الاتحاد الدولي beach volleyball database (الإنجليزية)
- فالنتينا أريغيتي على موقع الاتحاد الأوروبي (الإنجليزية)
- فالنتينا أريغيتي على موقع عالم الكرة الطائرة (الإنجليزية)
- فالنتينا أريغيتي على موقع دوري الدرجة الأولى الإيطالي للكرة الطائرة - سيدات (الإيطالية)
- فالنتينا أريغيتي على موقع أوليمبيديا (الإنجليزية)